# دونوفان جيرمان
دونوفان جيرمان (بالإنجليزية: Donovan Germain)‏ هو ملحن ومنتج أسطوانات جامايكي، ولد في 7 مارس 1952 في كينغستون في جامايكا.

## وصلات خارجية
- دونوفان جيرمان على موقع ميوزك برينز (الإنجليزية)
- دونوفان جيرمان على موقع ديسكوغز (الإنجليزية)